# Duguetia marcgraviana
Duguetia marcgraviana Mart. – gatunek rośliny z rodziny flaszowcowatych (Annonaceae Juss.). Występuje naturalnie w Peru, Boliwii oraz Brazylii (w stanach Pará, Rondônia, Maranhão, Goiás i Mato Grosso). 

## Morfologia
PokrójZimozielone drzewo dorastające do 3–25 m wysokości.
LiścieMają owalny lub eliptyczny kształt. Mierzą 10–23 cm długości oraz 3–6,5 cm szerokości. Liść jest całobrzegi o tępym.
KwiatySą pojedyncze, rozwijają się w kątach pędów. Płatków jest 6, mają białawą barwę. Kwiaty mają 200–350 słupków.
OwoceMają kulisty kształt. Osiągają 40–50 mm średnicy. Mają czerwoną barwę.

## Biologia i ekologia
Rośnie w lasach oraz w cerrado. Występuje na wysokości do 900 m n.p.m.